# Lejkowiec labiryntowy
Lejkowiec labiryntowy (Agelena labyrinthica) – gatunek pająka z rodziny lejkowcowatych (Agelenidae).

## Budowa

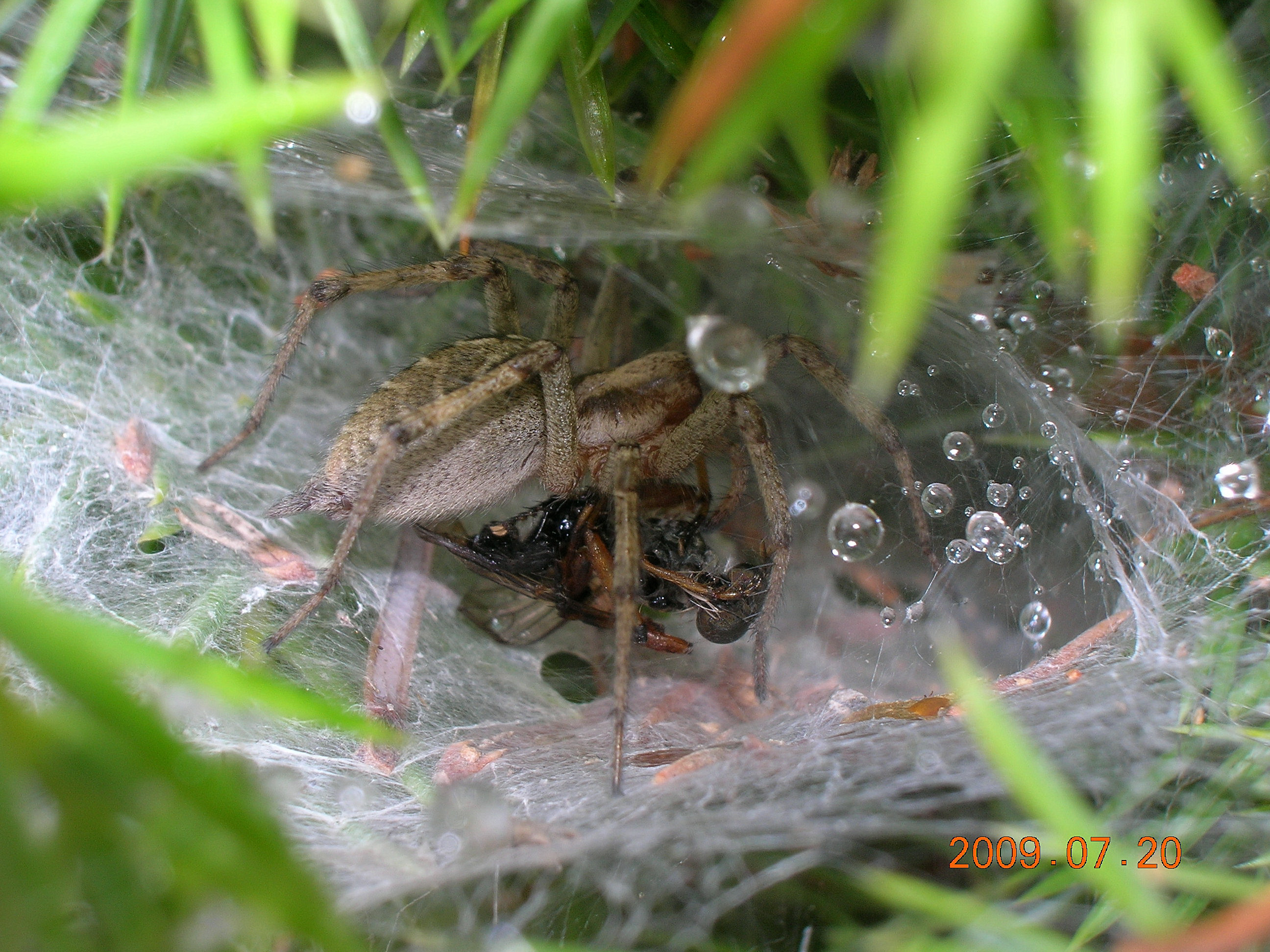
Osobnik dorosły podczas żerowania

Lejkowiec labiryntowy osiąga względnie duże rozmiary: samce mierzą przeważnie 8–12 mm długości, podczas gdy samice – 10–14 mm. Głowotułów przeważnie ubarwiony w różnych odcieniach brązu, niekiedy szarobrązowy, podobnie jak odwłok, na którym znajdują się także jaśniejsze pasy. Pająk ma długie i smukłe odnóża. Górną powierzchnię stóp odnóży pierwszej pary pokrywają co najmniej cztery trichobotria (włosy czuciowe), typowe dla lejkowcowatych. Charakterystyczna jest także budowa kądziołków przędnych, z wydłużoną, dwuczłonową tylną parą.
Aparat jadowy jest zbudowany ze szczękoczułków i gruczołów jadowych. Szczękoczułki są dwuczłonowe: człon podstawny pokrywają szczecinki, jest on też połączony z ruchomymi kolcami jadowymi. Gruczoły jadowe otoczone są pęczkami włókien mięśniowych, które podczas skurczu powodują wypływ jadu przez kanaliki w kolcach jadowych.

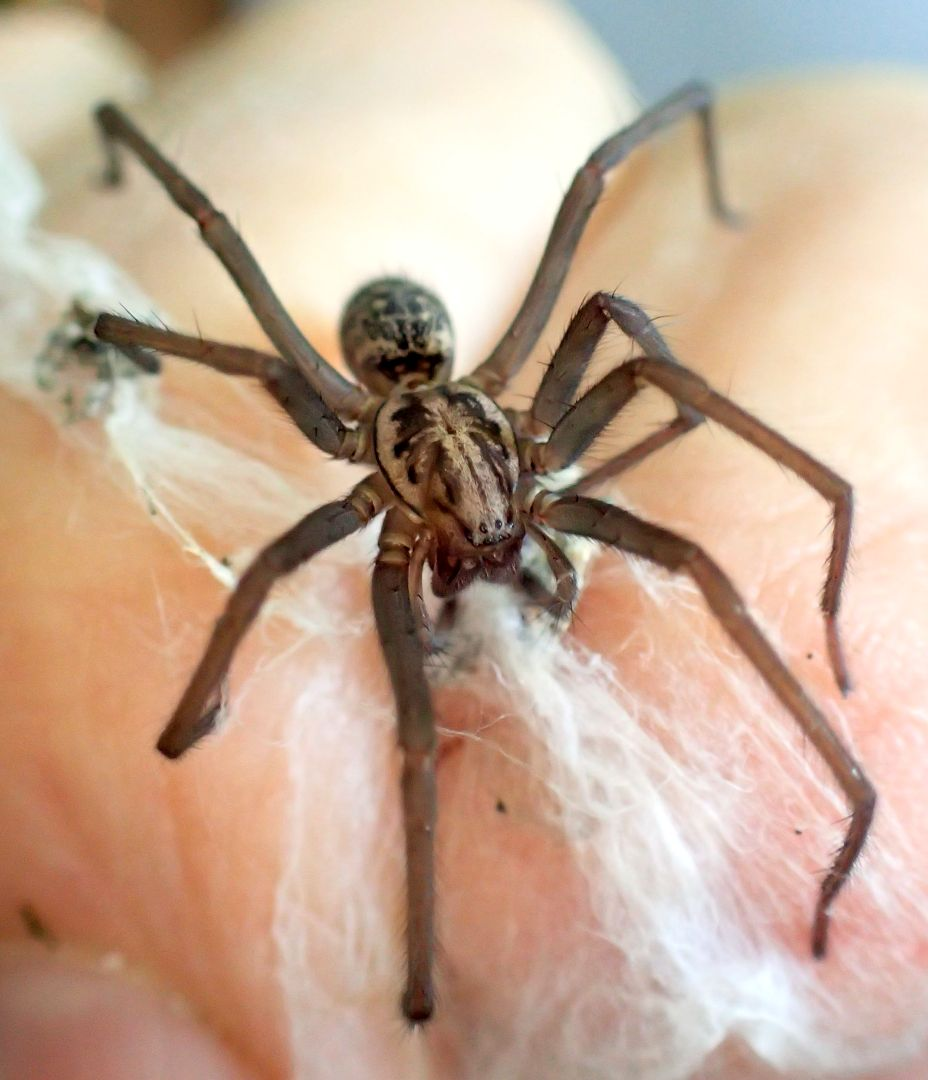
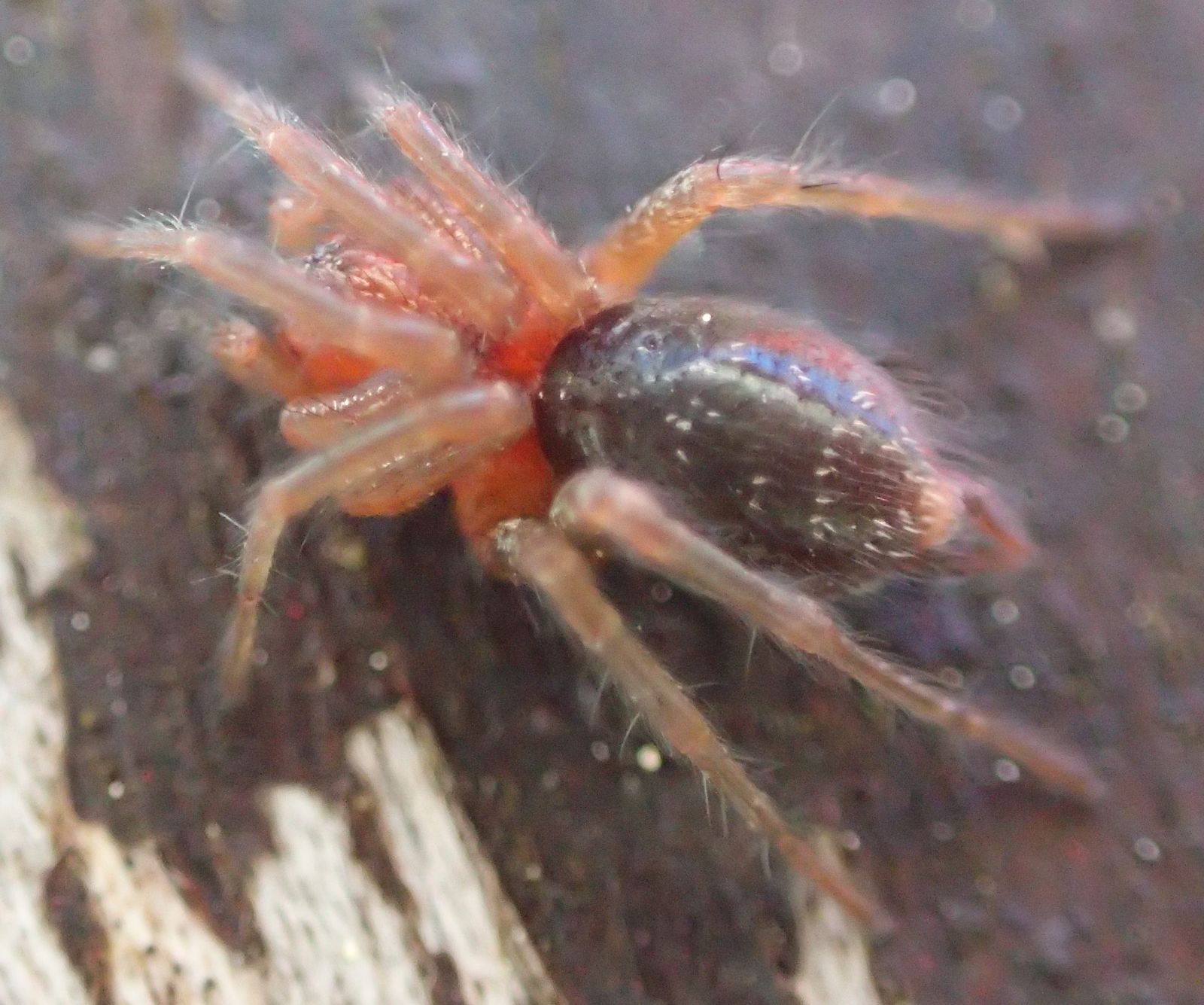
Bardzo młoda

## Biologia
Lejkowce budują duże, lejkowate sieci. Większa część sieci tworzy płaszczyznę łowną, pająki budują też skierowaną ku dołowi rurkę mieszkalną, w której czekają na ofiarę. Bardzo krótki czas reakcji pozwala lejkowcowi polować także na wolno przelatujące owady. Agelena labyrinthica żywi się przeważnie chrząszczami, błonkoskrzydłymi, prostoskrzydłymi i pluskwiakami różnoskrzydłymi. Niekiedy pająki opuszczają swoją sieć – wracając do niej korzystają w dużej mierze z położenia względem źródła światła. Badania laboratoryjne dowodzą, że lejkowce szybko uczą się ustalać, skąd pada światło.
Dojrzałe płciowo osobniki spotkać można stosunkowo późno – od połowy lipca do sierpnia, kiedy trwa okres godowy. Samiec lekko uderza nogogłaszczkami w sieć samicy, oznajmiając gotowość do kopulacji. Około miesiąc po niej samica buduje w swojej sieci duży kokon, do którego składa 50–130 jaj. Jesienią wykluwają się młode pająki, które zimują w sieci matki. Wiosną rozchodzą się. Możliwe, że dość późne rozpoczęcie aktywności przez lejkowce wiąże się z faktem, że większość owadów zasiedlających te same ekosystemy (wrzosowiska, suche łąki, ugory itp.) najliczniej występuje dopiero późnym latem.

## Historia odkryć
Lejkowiec labiryntowy został opisany przez Carla Alexandra Clercka w 1757 roku pod nazwą Araneus labyrinthicus. W 1805 roku Charles Athanase Walckenaer nazwał rodzaj Agelena i ustanowił A. labirynthicus jego gatunkiem typowym. Gatunek ten ma palearktyczny zasięg występowania – zasiedla tereny Europy i Azji.